# Vloeistof (album)
Vloeistof is het tweede album van de Nederlandse rapgroep Opgezwolle, uitgebracht in 2003 door het label Top Notch. Het is geproduceerd door Delic. Het album wordt door veel Nederlandse rapfans bestempeld als een klassieker.
Bij aanschaf van het album was ook het album Brandstof bijgevoegd.

## Tracks
1. Sporen
2. Stop
3. De Tijd Leert
4. Tempel
5. Verre Oosten
6. Vraag & Antwoord (met BlaBla)
7. Dit is...
8. Tjappies & Mammies
9. Dip Saus
10. Hook Up (met Blaxtar & Typhoon)
11. Rustug
12. Vork
13. Concept of Niet
14. Beestenboel
15. Haters en Stokers

## Bezetting
- Sticky Steez - Rapper
- Phreako Rico - Rapper
- Delic - DJ/Producer

## Uitgaven
Cd-edities
| Druk | Jaar | Drager                         | Label                                  |
| ---- | ---- | ------------------------------ | -------------------------------------- |
| 1e   | 2003 | karton dubbel-cd met Brandstof | Top Notch / Virgin Records - EMI Group |
| 2e   | 2008 | karton cd                      | Top Notch / Universal                  |

Vinyledities
| Druk | Jaar | Vinyl       | Label                                  |
| ---- | ---- | ----------- | -------------------------------------- |
| 1e   | 2003 | dubbelelpee | Top Notch / Virgin Records - EMI Group |

## Clips
Van de volgende albumnummers verscheen een videoclip:
- Tjappies & Mammies
- Verre Oosten
- Rustug